# Rotylenchoides
Rotylenchoides är ett släkte av rundmaskar. Rotylenchoides ingår i familjen Hoplolaimidae.
Kladogram enligt Catalogue of Life:
| Rotylenchoides | \| \| Rotylenchoides affinis \| \| \| \| \| \| Rotylenchoides brevis \| \| \| \| \| \| Rotylenchoides intermedius \| \| \| \| |
|                | \| \| Rotylenchoides affinis \| \| \| \| \| \| Rotylenchoides brevis \| \| \| \| \| \| Rotylenchoides intermedius \| \| \| \| |
|                | Antarctylus |
|                | |
|                | Belonolaimus |
|                | |
|                | Helicotylenchus |
|                | |
|                | Helicotylencjus |
|                | |
|                | Hirschmannia |
|                | |
|                | Hoplolaimus |
|                | |
|                | Hoplotylus |
|                | |
|                | Pratylenchoides |
|                | |
|                | Pratylenchus |
|                | |
|                | Radopholus |
|                | |
|                | Rotylenchus |
|                | |
|                | Scutellonema |
|                | |
|                | Trichotylenchus |
|                | |
|                | Rotylenchoides affinis |
|                | |
|                | Rotylenchoides brevis |
|                | |
|                | Rotylenchoides intermedius |
|                | |

|  | Rotylenchoides affinis     |
|  |                            |
|  | Rotylenchoides brevis      |
|  |                            |
|  | Rotylenchoides intermedius |
|  |                            |